# Svájc hadereje
Svájc semleges ország és együttműködni is csak a többi európai semleges országgal hajlandó bizonyos szintig. Svájc az előbb említett okok miatt nem vesz részt más országokban zajló fegyveres konfliktusokban, de számos fegyvertelen békefenntartó műveletben vállal szerepet.

## Svájc haderejének néhány összefoglaló adata
- Katonai költségvetés: 4,3 milliárd CHF, amely 3,1 milliárd amerikai dollár, a GDP 1,2%-a.
- Teljes személyi állomány: 50 612 fő
- Tartalék: 220 000 fő.
- Mozgósítható lakosság: 1 855 808 fő, melyből 1 579 921 fő alkalmas katonai szolgálatra.

## Svájc haderejének jellegzetességei
Svájc katonai információk terén elszigeteltebb, mint más európai államok. Hadserege igen fejlett haditechnikával rendelkezik, katonái, sőt a polgári lakosság is jól kiképzettnek számítanak, mivel rendszeresek a katonai gyakorlatok az alpesi országban. 32 éves koráig minden svájci férfi tartalékos katona is egyben (újonckiképzésük után is körülbelül 3-4 hetet szolgálnak a haderőben). Otthonukban tartják egyenruhájukat, teljes felszerelésüket, fegyverüket. Fegyverükhöz (egészen a közelmúltig) járt 50 lőszer is egy lepecsételt fémdobozban. Svájc Európa egyik legmilitaristább országa (információk szerint a lakossága akár 12 órán belül mozgósítható).

## A svájci haderőreform
Mint sok más európai ország, Svájc sem kerülhette el a haderőreformot. Itt is, mint minden más országban, ez csökkentésekkel, átszervezésekkel járt. A haderőreform programja az Armee XXI (azaz a 21. századi hadsereg) nevet viseli. A programot 2003-ban (március 18-án) népszavazás útján szavazták meg. Ebben előirányozták a haderő létszámának csökkentését. 2004 januárjától a létszám folyamatosan olvadt, a korábbi 524 000 főről 220 000 főre (a 80 000-es tartalékállománnyal együtt). A védelmi költségvetést (a korábbi 4,3 milliárd svájci frankot) is csökkentették 300 millióval. 2004 és 2011 között várhatóan mintegy kétezer, a hadsereghez kötődő munkahely szűnik meg. A kiképzési és logisztikai költségek csökkentése érdekében a svájci haderő csak kevés, ám gondosan kiválasztott fegyvertípust rendszeresít. Erre példa, hogy a katonák ma már (leszámítva néhány speciális alakulatot) csak egyetlen karabélymodellt használnak (a FASS 90-est, más néven a SIG SG 550-t). Földi telepítésű légvédelmi fegyverrendszerekből viszont hármat is rendszerben tartanak (köztük van a svájci módra átalakított, továbbfejlesztett amerikai Stinger). Svájc 1993-ban vásárolt az Amerikai Egyesült Államoktól 34 db
F/A-18 típusú vadászgépet, amelyet később továbbfejlesztettek és átalakítottak. Svájc leginkább emellett azonban saját iparára, hadiiparára támaszkodik, ezért figyelhető meg, hogy a svájci felszerelések eltérnek a többi országban használtaktól. Csökkentik a kiképzési és logisztikai költségeket is.

## Svájc külföldi szerepvállalásai
Svájc mivel semleges ország, nem vesz részt más országokban zajló fegyveres konfliktusban, de számos fegyvertelen békefenntartó műveletekben vállal szerepet. 1996 és 2001 között Svájc 500 katonája fordult meg Bosznia-Hercegovinában (a svájci törzstámogató alakulat tagjait könnyen fel lehetett ismerni sárga barettjükről). Valamennyien önként vállalták a szolgálatot, legtöbbjük tartalékos volt, tehát a Boszniában töltött 6 hónap után visszatértek a civil életbe. A svájciaknak Koszovóban szintén volt egy fegyvertelen missziója, a SWISSCOY. A Suva Reka-i Casablanca- táborban települt műszaki század főként hidak helyreállításával, illetve víztisztítással foglalkozik. Svájc tagja az NNSC-nek, tehát a Neutral Nations Supervisory Commissionnak, magyarán a semleges nemzetek felügyelő bizottságának. 1953 óta az NNSC kötelékében szolgálnak a svájciak Dél- és Észak-Korea határán a demilitarizált övezetben (Panmindzson). Feladataik közé tartozik elsősorban az, hogy figyeljék, hogy egyik fél sem szegi meg a fegyverszüneti egyezményt, ennek megfelelően végeznek megfigyelő, ellenőrző munkákat. Mivel az NNSC feladatai az utóbbi években jelentősen csökkentek, ennek köszönhető, hogy ma már csupán 5 svájci szolgál az övezetben.

## Érdekességek a svájci haderőben

### Svájc haderejének egyik legnagyobb problémája
A svájci hadseregnek komoly problémát okoz évről évre kiállítani a szükséges létszámú újoncot. A jelen ifjai egyrészt már nem annyira motiváltak, másrészt egészségi állapotuk is rosszabb, mint az előző generációké. Az egészségügyi okok miatt alkalmatlanok aránya 2005-ben elérte a besorozandók 40 százalékát. Immár több mint egy évszázada Svájc fiataljai katonai kiképzést kapnak, majd legalább egy évtizedig hazájuk rendelkezésére állnak, hogy szükség esetén órák elteltével felvehessék a harcot az esetleges betolakodók ellen. A hidegháború végeztével a közvetlen katonai fenyegetettség is megszűnt, ezzel pedig arányosan csökkent a hadsereg iránti érdeklődés. A jelenlegi népesedési mutatók szintén nem kedvezőek. A második világháború alatt Svájc összesen 850 000 főt tudott kiállítani. A 40 százaléknyi szolgálatra alkalmatlanok mellett ezt a számot csak nehezen lehetne elérni. A trend ráadásul egyelőre nem akar megfordulni. Két évvel ezelőtt a mintegy 33 000 sorköteles közül 39 százaléknyit találtak alkalmatlannak. A legtöbb esetben – egyszerűen szólva – túlsúlyosak voltak a besorozandók. További 5% nem tudta elvégezni a négy hónapos alapkiképzést. Az arányok 2006-ban, körülbelül 36 000 fő sorköteles mellett sem változtak.

### Liechtenstein svájci megszállása
2007 márciusában a világ egy érdekes hadi tettre kapta fel a fejét, ugyanis Svájc "megszállta" a szomszédos miniállam Liechtenstein területét. A "megszállásban" viszont nem igen lehet tudatosságot vagy szándékosságot találni, hiszen csak annyiról van szó, hogy egy 170 főből álló helvét lövészszázad eltévedt és teljes harci felszerelésben egyszerűen besétált Liechtenstein területére (a miniállamnak nincs se katonája, se hadereje) és 2 kilométer gyaloglás után fordultak vissza svájci területre. A tévedésnek semmilyen következménye sem lett.

### A svájci hadsereg és a nők
Svájcban természetesen a hölgyek is választhatják a katonai hivatást, önkéntes alapon; bármelyik haderőnemhez jelentkezhetnek, akár harcoló alakulathoz is. Napjainkban mintegy 2000 nő szolgál a svájci haderőben.

## A svájci szolgálati modell
A hagyományos svájci szolgálati modell az alábbiakból áll: először 18-21 hetet töltenek újoncképzésen, majd évente három hétre (a tisztek négy hétre) vonulnak be, amíg le nem telik a számukra előírt szolgálati idő, vagy be nem töltik 26. életévüket. Ezt követően 32 éves korukig tartalékállományban szerepelnek. A szigorú szabályok ellenére az érintetteknek mindössze 60%-a teljesít rendes katonai szolgálatot, a többiek ugyanis (elsősorban egészségügyi, lelkiismereti okok miatt) a polgári védelemhez, valamint a polgári szolgálathoz kerülnek. Azok, akik mégis elkerülik a besorozást, pénzbírságra számíthatnak.

### A szolgálat időtartama
Svájc haderejében változóak a szolgálati idő tartamai. A legénységi állomány számára 260 nap az előirányzott. A tiszthelyettesek 500, a tisztek pedig 600 napot szolgálnak a haderő kötelékében. A reform idejében bevezettek egy új kategóriát, az úgynevezett egyidőszakos, más néven hosszú szolgálatot is. Ez azt jelenti, hogy elég, ha valaki vállalja, hogy egyhuzamban 300 napot tölt a haderő kötelékében. Ők viszont csak bizonyos fegyvernemeknél szolgálhatnak, és a létszámuk nem érheti el a megadott évben besorozottak összlétszámának 15%-át.

## Szárazföldi erő

### Fegyverzet
Járművek
- 380 db Leopard 2A4 (Pz 87) harckocsi
- CV90 páncélozott szállító harcjármű
- Mowag Piranha páncélozott szállító harcjármű
- M109 Paladin önjáró löveg

Gyalogsági fegyverek
- SIG P220 pisztoly
- SIG SG 550 gépkarabély

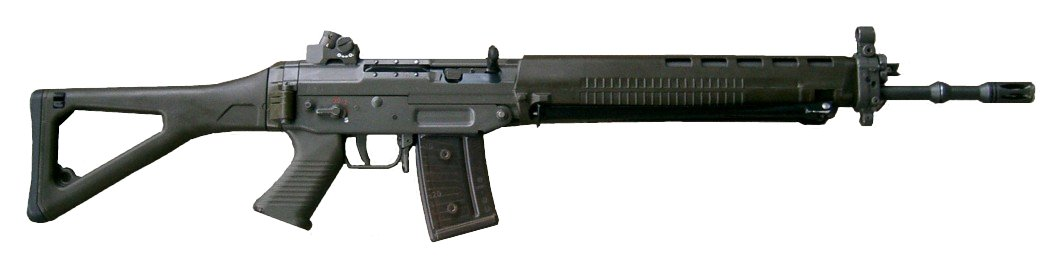
Svájci SIG SG 550 gépkarabély.

- FIM–92 Stinger kézi légvédelmi rakéta

## Légierő, légvédelem
németül: Schweizer Luftwaffe
franciául: Forces aériennes suisses
olaszul: Forze Aeree Svizzere
angolul: Swiss Air Force
Repülők, helikopterek

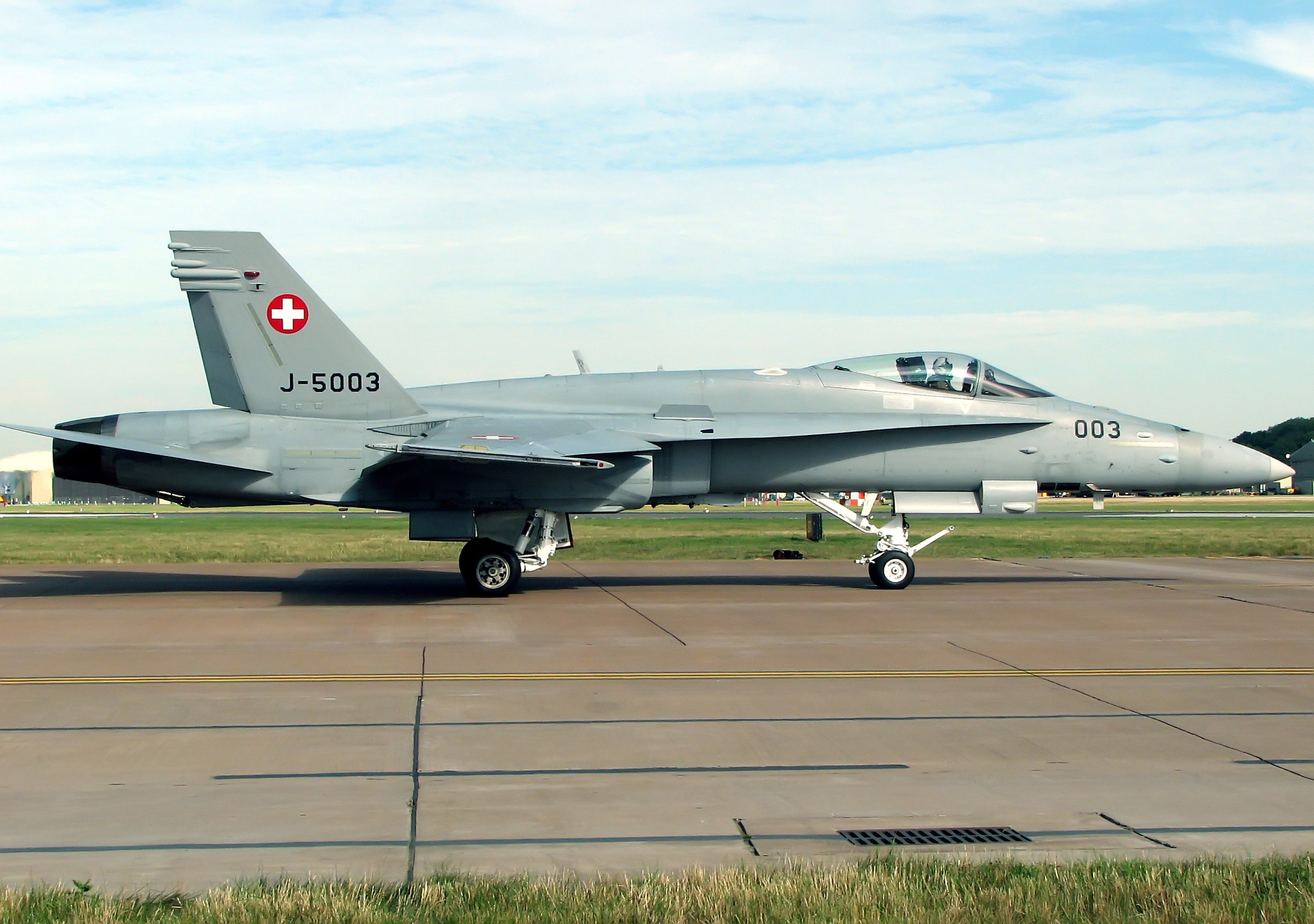
Svájci F/A-18C

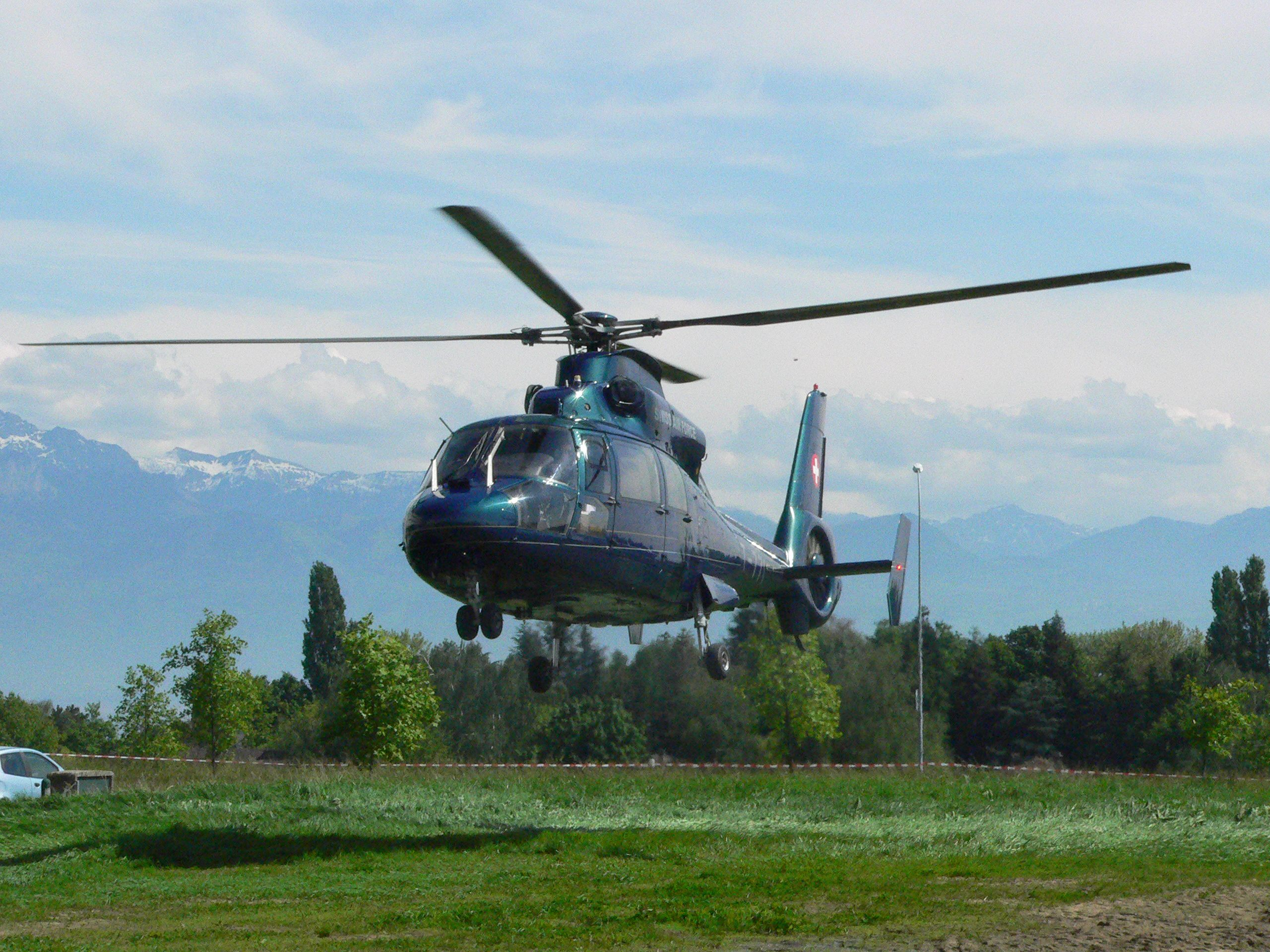
A Dauphin of the Swiss air force

- 33 db F/A–18 Hornet (34 db volt, de egy lezuhant)
  - A Hornetek váltották az öreg Mirage III-okat, és F–5 Tiger II-eseket.
- CASA CN–235 szállító repülőgép
- Blériot XI
- EKW Häfeli DH5
- EKW C35
- EKW C36
- Morane-Saulnier M.S.405
- Messerschmitt Bf 108
- Messerschmitt Bf 109
- Fieseler Storch
- P–51 Mustang
- T–6 Texan
- De Havilland Vampire
- De Havilland Venom
- Hawker Hunter repülőgép
- Dassault Mirage III repülőgép
- Northrop F–5E Tiger II repülőgép
- Aérospatiale Alouette III helikopter
- Eurocopter Super Puma helikopter
- BAE Hawk kiképzőgép
- Pilatus PC–6
- Pilatus PC–7
- Pilatus PC–9